# Patrick Burns
Pour les articles homonymes, voir Burns.
Temple de la renommée : 2014
Patrick "Pat" Burns est un entraîneur de hockey sur glace canadien né le 4 avril 1952 dans le quartier Saint-Henri de Montréal, Québec et mort le 19 novembre 2010 à Sherbrooke, Québec. Il est le seul entraîneur de la Ligue nationale de hockey (LNH) à avoir gagné trois fois le trophée Jack-Adams.

## Biographie
Pendant son adolescence, il joue dans la Ligue de hockey de l'Ontario au sein des Knights de London. Il étudie également pour devenir agent de police, poste qu'il a occupé à Gatineau, Québec pendant plusieurs années.

### Carrière d’entraîneur
Il devient entraîneur d'équipes de ligues mineures pour les franchises suivantes : les Olympiques de Hull de la Ligue de hockey junior majeur du Québec et les Canadiens de Sherbrooke de la Ligue américaine de hockey. Il y fait sa marque et les Canadiens de Montréal de la LNH l'embauchent comme entraîneur en 1988.
En 1990, il est entraîneur de la sélection des Étoiles de la Conférence Prince-de-Galles au 41e Match des étoiles de la ligue.
Pendant quatorze ans, il entraîne tour à tour quatre équipes de la LNH :
- Les Canadiens de Montréal (1988 - 1992)
- Les Maple Leafs de Toronto (1992 - 1996)
- Les Bruins de Boston (1997 - 2001)
- Les Devils du New Jersey (2002 - 2004) avec lesquels il remporte la Coupe Stanley en 2003

Burns prend sa retraite en 2005, après avoir obtenu un second diagnostic de cancer ; Larry Robinson prend sa relève au Devils.
Certains[Qui ?] ont parlé de son éventuel retour dans la LNH à l'été 2008 avec les Sénateurs d'Ottawa, le Lightning de Tampa Bay ou les Devils du New Jersey. Pat Burns était à ce moment entraîneur adjoint pour l'équipe Canada, au championnat mondial, ainsi que consultant pour les Devils du New Jersey.

### Carrière dans les médias
Depuis le printemps 2007, et ce jusqu'à ce que son état de santé l'oblige à abandonner ses chroniques quotidiennes, pendant l'hiver 2010, il participe par téléphone, vers 7h30, à l'émission "Sports du Lit", avec Michel Langevin, Gabriel Grégoire et Jérémie Rainville, sur les ondes de Corus Sports CKAC 730-AM.

## Trophées et récompenses
- Il remporte à trois reprises le trophée Jack-Adams remis au meilleur entraîneur de la saison, et ce, avec trois équipes différentes : 1989 avec Montréal, 1993 avec Toronto, 1998 avec Boston. Il est l'unique entraîneur de l'histoire de la LNH à avoir réalisé un tel exploit[5].
- Avec les Devils du New Jersey, il remporte la Coupe Stanley au cours de la saison 2002-2003.
- Le 4 avril 2007, il est intronisé au Temple de la Renommée de la LHJMQ, notamment aux côtés de Luc Robitaille.
- Médaille d'honneur de l'Assemblée nationale, 2010[6]

## Vie privée
En 2004, Pat Burns reçoit un diagnostic de cancer du côlon et en 2005, d'un second cancer, celui du foie. Ce second diagnostic mettra fin à sa carrière d’entraîneur dans la Ligue nationale. En 2009, il annonce qu'il est atteint d'un cancer des poumons incurable. Il choisit de ne pas subir de traitements.
Le 26 mars 2010, à Stanstead, le premier ministre du Canada Stephen Harper a annoncé la construction d'un aréna en hommage à l'ex-entraîneur. Le projet, évalué à 8 millions de dollars, prévoit l'aménagement d'un aréna de 350 places près du Collège Stanstead. Le bâtiment desservira autant la ville de Stanstead, les municipalités voisines que les étudiants du collège, qui sont inscrits au programme hockey-études.
Le 17 septembre 2010, plusieurs journaux réputés et groupes sociaux annoncent sa mort. Toutefois, Burns dément personnellement la nouvelle en communiquant directement avec certains médias.
Pat Burns meurt le 19 novembre 2010, à 58 ans, en soins palliatifs, des suites de son cancer, à la maison Aube-Lumière, à Sherbrooke.
Le 23 juin 2014, le Temple de la renommée du hockey a annoncé qu'il est intronisé à titre posthume. L'intronisation a eu lieu à Toronto le 17 novembre 2014.
Il est le cousin du joueur de hockey de la LNH, Robin Burns.

## Statistiques d'entraîneur
| Saison             | Équipe                 | Ligue              | PJ    | V   | D   | N   | Pts  | Séries                                |
| ------------------ | ---------------------- | ------------------ | ----- | --- | --- | --- | ---- | ------------------------------------- |
| 1988-1989          | Canadiens de Montréal  | LNH                | 80    | 53  | 18  | 9   | 115  | Défaite en finale de la Coupe Stanley |
| 1989-1990          | Canadiens de Montréal  | LNH                | 80    | 41  | 28  | 11  | 93   | Défaite en deuxième ronde             |
| 1990-1991          | Canadiens de Montréal  | LNH                | 80    | 39  | 30  | 11  | 89   | Défaite en deuxième ronde             |
| 1991-1992          | Canadiens de Montréal  | LNH                | 80    | 41  | 28  | 11  | 93   | Défaite en deuxième ronde             |
| 1992-1993          | Maple Leafs de Toronto | LNH                | 84    | 44  | 29  | 11  | 99   | Défaite en troisième ronde            |
| 1993-1994          | Maple Leafs de Toronto | LNH                | 84    | 43  | 29  | 12  | 98   | Défaite en troisième ronde            |
| 1994-1995          | Maple Leafs de Toronto | LNH                | 48    | 21  | 19  | 8   | 50   | Défaite en première ronde             |
| 1995-1996          | Maple Leafs de Toronto | LNH                | 65    | 25  | 30  | 10  | (60) | (Congédié)                            |
| 1997-1998          | Bruins de Boston       | LNH                | 82    | 39  | 30  | 13  | 91   | Défaite en première ronde             |
| 1998-1999          | Bruins de Boston       | LNH                | 82    | 39  | 30  | 13  | 91   | Défaite en deuxième ronde             |
| 1999-2000          | Bruins de Boston       | LNH                | 82    | 24  | 33  | 19  | 73   | Écarté des séries                     |
| 2000-2001          | Bruins de Boston       | LNH                | 8     | 3   | 4   | 1   | (7)  | (Congédié)                            |
| 2002-2003          | Devils du New Jersey   | LNH                | 82    | 46  | 20  | 10  | 108  | Champions de la Coupe Stanley         |
| 2003-2004          | Devils du New Jersey   | LNH                | 82    | 43  | 25  | 12  | 100  | Défaite en première ronde             |
| Totaux dans la LNH | Totaux dans la LNH     | Totaux dans la LNH | 1 019 | 501 | 353 | 151 | -    | Coupe Stanley en 2003                 |